# Lorleau
Lorleau ist eine französische Gemeinde mit 101 Einwohnern (Stand: 1. Januar 2022) im Département Eure in der Region Normandie (vor 2016 Haute-Normandie). Sie gehört zum Arrondissement Les Andelys und zum Kanton Romilly-sur-Andelle.
Die Einwohner werden Lorléens genannt.

## Geographie
Lorleau liegt etwa 40 Kilometer ostsüdöstlich von Rouen am Oberlauf des Flüsschens Lieure.

### Nachbargemeinden
Umgeben wird Lorleau von den Nachbargemeinden Le Tronquay im Nordwesten und Norden, La Feuillie im Norden und Nordosten, Fleury-la-Forêt im Osten, Beauficel-en-Lyons im Südosten und Süden sowie Lyons-la-Forêt im Süden und Westen.

## Bevölkerungsentwicklung
| Jahr      | 1962 | 1968 | 1975 | 1982 | 1990 | 1999 | 2006 | 2019 |
| Einwohner | 131  | 119  | 111  | 110  | 118  | 137  | 157  | 105  |

## Sehenswürdigkeiten
- Kirche Saint-Martin aus dem 16./17. Jahrhundert, Monument historique seit 1940
- Herrenhaus von Saint-Crespin aus dem 17./18. Jahrhundert
- früheres Priorat von Saint-Paul-en-Lyons

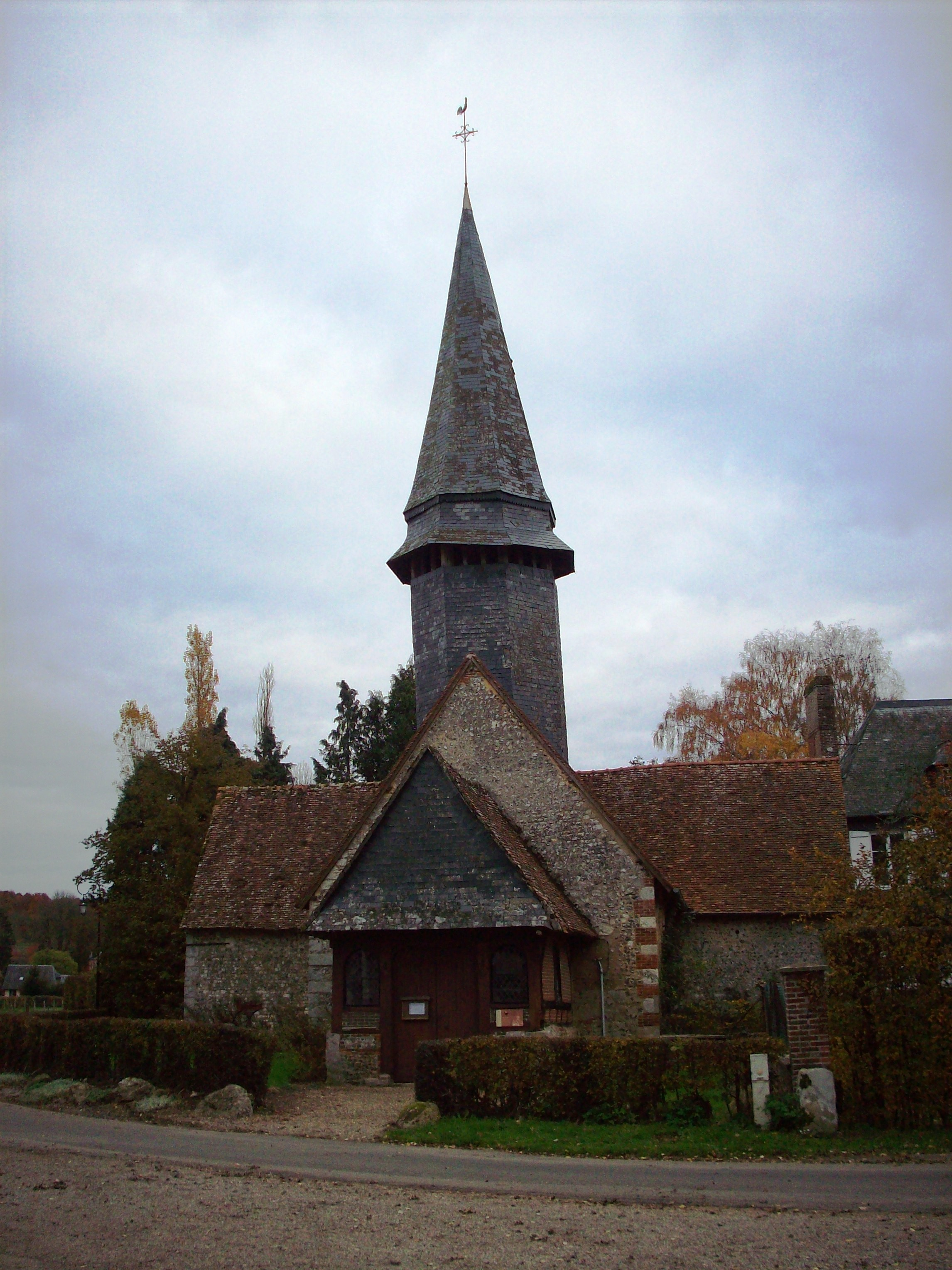
Kirche Saint-Martin